# 汤湖镇
汤湖镇，是中华人民共和国江西省吉安市遂川县下辖的一个乡镇级行政单位。

## 行政区划
汤湖镇下辖以下地区：
新茗社区、汤湖村、南屏村、围溪村、油湖村、良洞村、高塘村、横圳村、平溪村、青茶村、白土村、玕山村和小坑村。